# Ralph Adams
Ralph Adams, född 9 juli 1907, död 1976, var en friidrottare från Kanada. Han deltog vid olympiska sommarspelen 1928.